# Каверье (Рамонский район)
Каверье — село в Рамонском районе Воронежской области.
Входит в состав Большеверейского сельского поселения.

## История
В 1859г. в хуторе было 18 дворов с населением 301 человек. В 1900г. население составляло 399 жителей, проживавших в 64 дворах. Было одно общественное здание и винная лавка.

## География
Расположено в южной части поселения, при пруду. 

### Улицы
- ул. Луговая
- ул. Черняховского

## Население
| 1859 | 1897 | 2010 |
| ---- | ---- | ---- |
| 732  | ↘694 | ↘41  |